# Ježkovka
Rybník Ježkovka s rozlohou 0,54 ha se nalézá v chatové osadě Ježkovka asi 1 km jižně od zámku Heřmanův Městec v okrese Chrudim. Ze západní strany přiléhají k rybníku oplocené zahrádky rekreačních objektů. Po  hrázi rybníka a podél jeho pravého břehu prochází účelová nezpevněná komunikace. Rybník Ježkovka je umístěm v přírodní lokalitě využívané pro odpočinek a rekreaci. Břehy a hráz rybníka jsou  bujně obrostlé vzrostlou vegetací. Rybník byl v roce 2018 revitalizován a odbahněn. Rybník je využíván k chovu ryb.

## Galerie

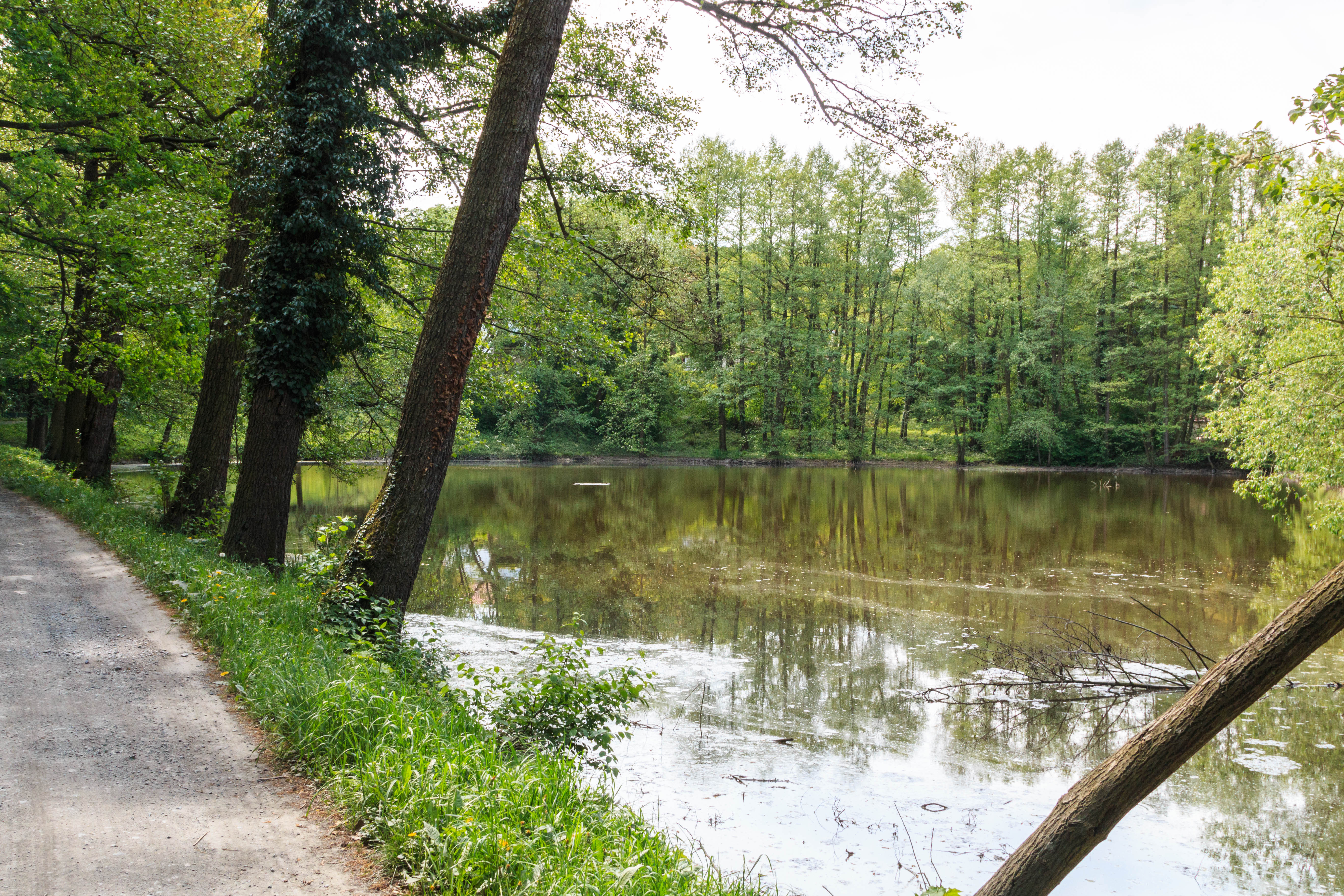
Pohled na rybník Ježkovka v Heřmanově Městci
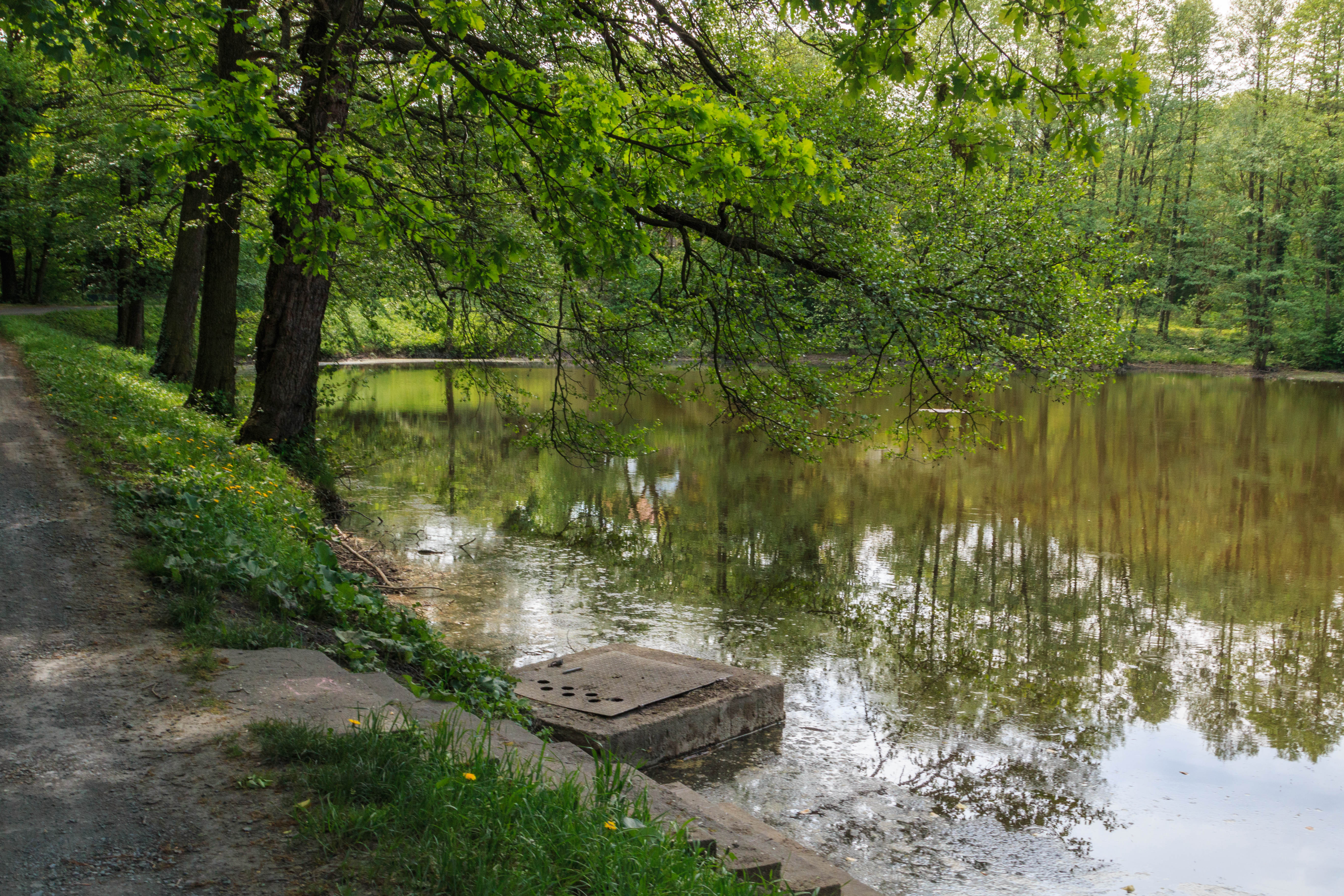
Pohled na rybník Ježkovka v Heřmanově Městci
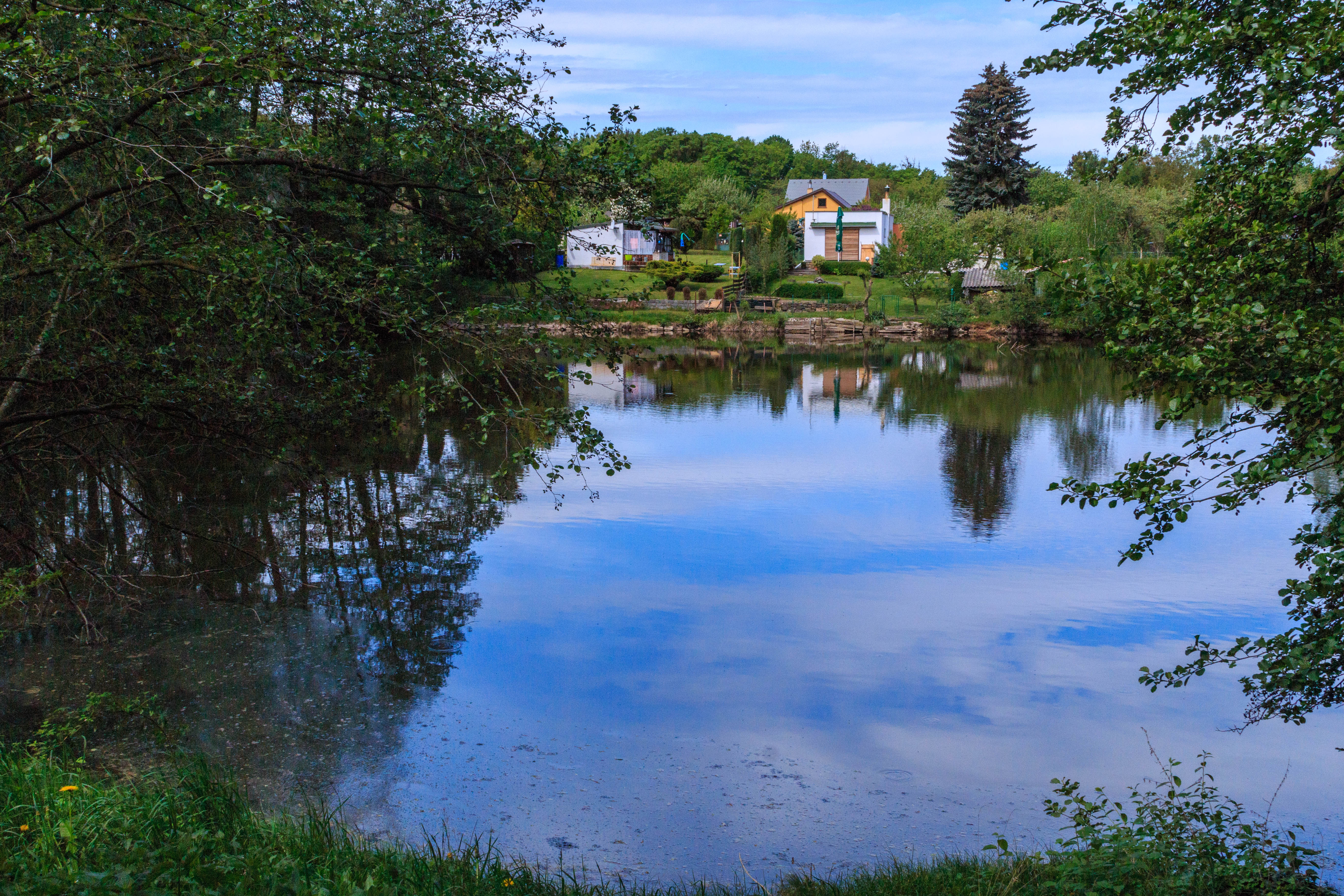
Pohled na rybník Ježkovka v Heřmanově Městci
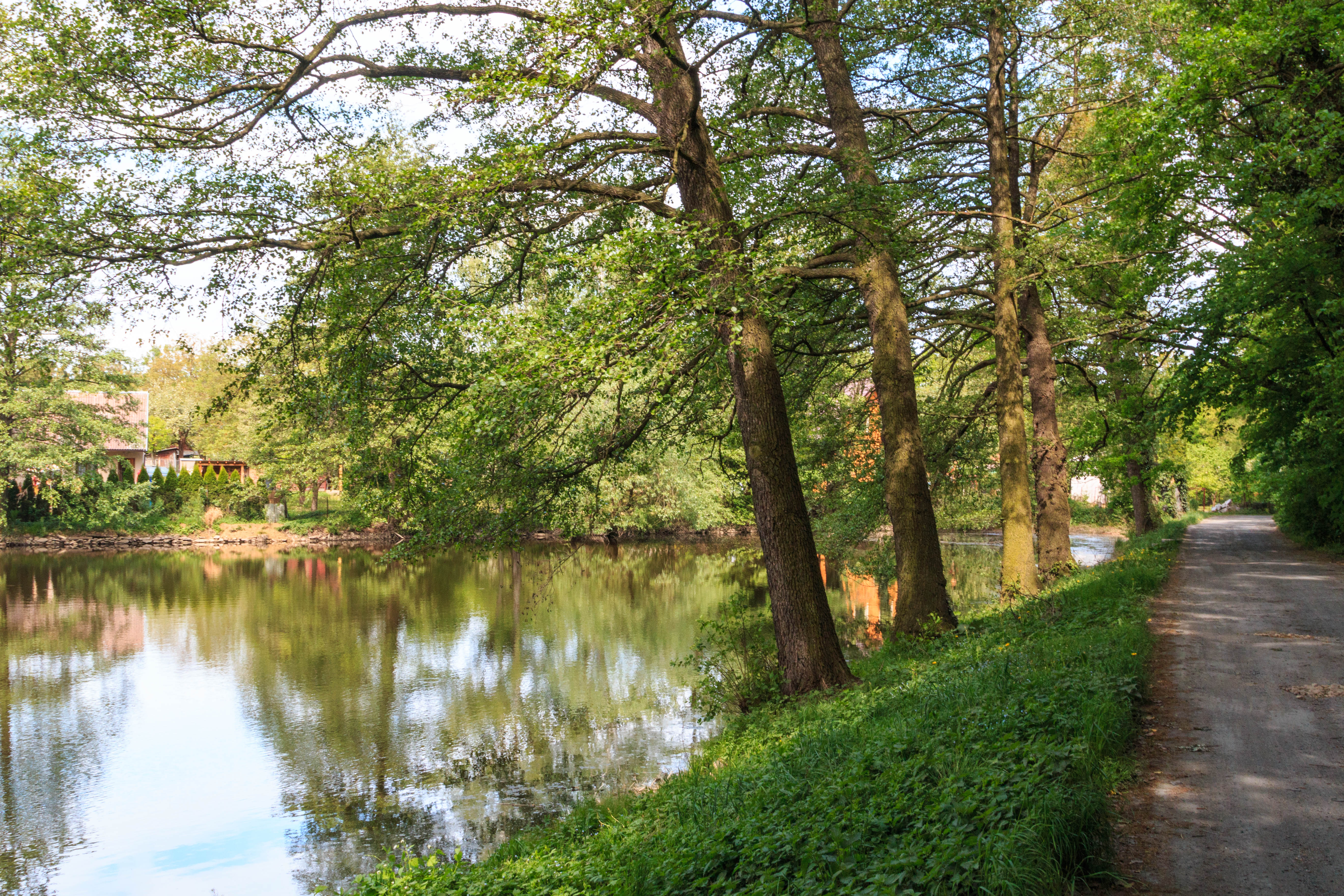
Pohled na rybník Ježkovka v Heřmanově Městci